# Rhamphidarpella minutissima
Rhamphidarpella minutissima är en mångfotingart som beskrevs av Kraus 1960. Rhamphidarpella minutissima ingår i släktet Rhamphidarpella och familjen Odontopygidae. Inga underarter finns listade i Catalogue of Life.